# August von Kalm

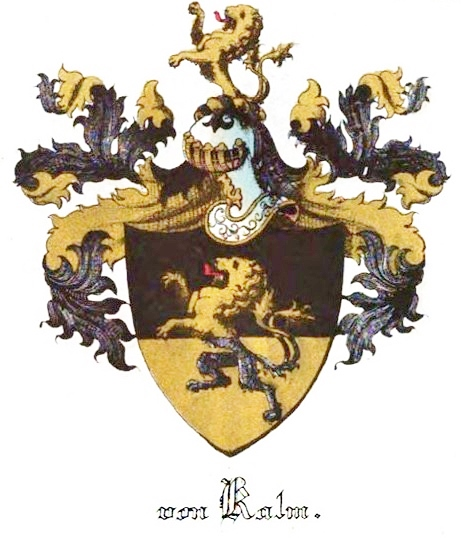
Wappen der Freiherren von Kalm

Johann Christian August von Kalm (* 23. Mai 1756; † 17. Oktober 1827 in Freiburg im Breisgau) war ein badischer Landvogt, Kreisdirektor und Staatsrat.

## Leben

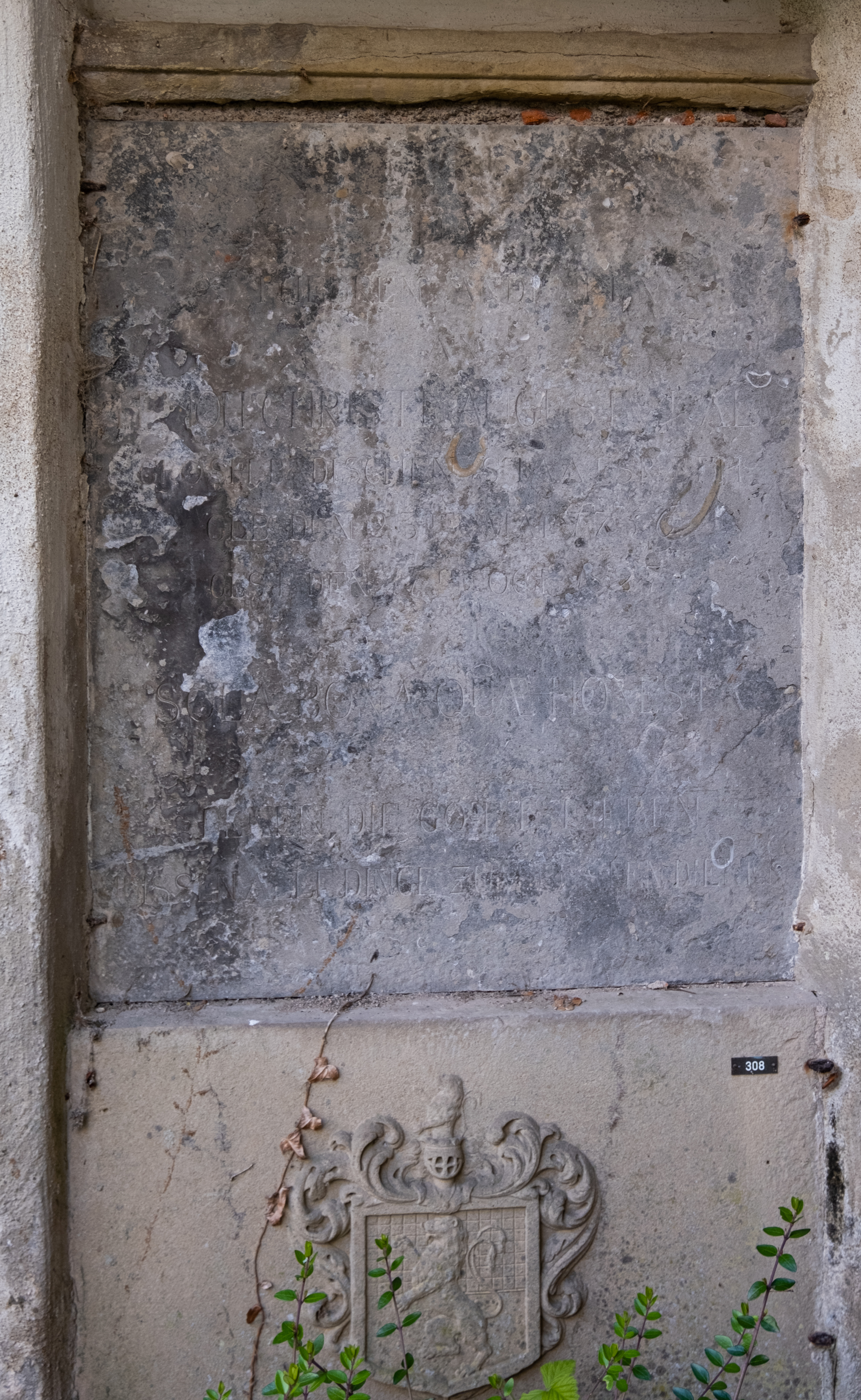
Grabstein auf dem Alten Friedhof in Freiburg

Kalm stammt aus einer brandenburgischen Familie die 1680 ihren Sitz nach Braunschweig verlegte.
Kalm trat 1785 in den Dienst der Markgrafschaft Baden und war in der Rentkammer tätig. 1790 wurde er Kammerherr und erhielt 1791 die Leitung der oberländischen Bergwerkskommission. 1797 wurde er zum Landvogt der Landgrafschaft Sausenburg und der Herrschaft Rötteln (Oberamt Rötteln) mit Sitz in Lörrach ernannt.
1802 wurde ihm die Inbesitznahme der fürstbischöflich baselischen Landvogtei Schliengen übertragen. Nachdem andere Reichsstände (Preußen und Österreich) mit der Besetzung der zur Säkularisation vorgesehenen geistlichen Gebiete begonnen hatten und zudem Napoleon diesbezüglich Druck auf Baden ausübte, besetzte der Kalm am 23. September 1802 die Landvogtei Schliengen mit einer kleinen Militärabteilung. Am 30. November 1802 erfolgte die Übergabe in einem feierlichen Akt, und am 12. Dezember entband der letzte Basler Fürstbischof Franz Xaver von Neveu den letzten fürstbischöflichen Landvogt, Ignaz Sigismund von Rotberg, von seinem Treueid.
Am 31. Dezember 1809 wurde er zum Direktor des Wiesenkreises ernannt und im März 1814 wurde er zudem Brigadier der aus 11 Bataillonen bestehenden Land-Sturm Brigade des Wiesenkreises. Aufgrund eines Schlaganfalls wurde er im Oktober 1815 von diesem Amt entbunden, pensioniert und zum wirklichen Staatsrat ernannt.
Im November 1815 wurde bekanntgegeben, dass der Wiesenkreis aufgelöst und dem Dreisamkreis zugeschlagen werde.
Am 29. März 1817 reichte Kalm bei Karl Wilhelm Marschall von Bieberstein eine umfangreiche Denkschrift zur Organisation der Verwaltung im Großherzogtum Baden ein.
August von Kalm wurde auf dem Alten Friedhof in Freiburg bestattet.

## Wappen
Zweigeschwänzter Löwe, geteilt von Gold und schwarz, in einem mit verschränkten Tinkturen geteiltem Schilde.

## Ehrungen
Kalm erhielt das Kommandeurskreuz des Ordens vom Zähringer Löwen.